# فيليسيانو أمارال
فيليسيانو أمارال (بالبرتغالية: Feliciano Amaral‏) هو مغني برازيلي، ولد في 20 أكتوبر 1920 في Miradouro ‏ في البرازيل، وتوفي في 7 يوليو 2018.

## وصلات خارجية
- فيليسيانو أمارال على موقع ميوزك برينز (الإنجليزية)